# 1952 في فرنسا
فيما يلي قوائم الأحداث التي وقعت خلال عام 1952 في فرنسا.

## رياضة
- 1 يناير – بطولة العالم للدراجات على المضمار 1952
- 1 يناير – سباق باريس روبيه 1952
- 6 يوليو – جائزة فرنسا الكبرى 1952 الفائز البرتو اسكاري.

## أفلام
من الأفلام التي صدرت هذه السنة في فرنسا:
- 1 يناير – ألعاب ممنوعة من إخراج رينيه كليمنت.

## مواليد

### يناير
- 1 يناير – برنار جوليا فيزيائي فرنسي.
- 1 يناير – جان إيف أمبرير
- 1 يناير – فؤاد الخوري
- 1 يناير – كاثرين الويس فنانة بريطانية.
- 2 يناير – جويل مولر
- 4 يناير – إدوارد فريتش سياسي فرنسي.
- 7 يناير – دوني رانك
- 24 يناير – ريمون دومينيك لاعب كرة قدم فرنسي.

### فبراير
- 2 فبراير – كريستيان توبيرا سياسية فرنسية.
- 9 فبراير – روبرت البان درّاج طريق فرنسي.

### مارس
- 8 مارس – برتراند فيساج كاتب فرنسي.
- 12 مارس – أندريه كونت-سبونفيل فيلسوف فرنسي.
- 16 مارس – فيليب خان
- 18 مارس – سالوميه زورابيشفيلي سياسي جورجية.
- 26 مارس – ديدييه بيروني
- 27 مارس – ماريا شنايدر ممثلة فرنسية.

### أبريل
- 9 أبريل – ميشيل سابين سياسي فرنسي.
- 14 أبريل – جون لوي فيفي عالم فرنسي في علوم الفزياء.
- 16 أبريل – ميشيل بلان
- 22 أبريل – فرانسو بيرليند ممثل فرنسي.
- 23 أبريل – جان دومينيك بوبي صحفي فرنسي.
- 24 أبريل – جان بول غولتييه
- 25 أبريل – جاك سانتيني لاعب كرة قدم.
- 30 أبريل – جاك أوديار

### مايو
- 11 مايو – رونو سيشان

### يوليو
- 1 يوليو – فيليب فور
- 4 يوليو – نيكولا امالينا سياسية فرنسية.
- 15 يوليو – ميشيل مايلارد لاعب كرة قدم فرنسي.
- 25 يوليو – باتريك بالداسارا لاعب كرة قدم فرنسي.

### أغسطس
- 2 أغسطس – ألاين غيريسي لاعب كرة قدم فرنسي.
- 2 أغسطس – روبرت باتوريل ملاكم فرنسي.
- 7 أغسطس – جيرارد جيلي لاعب كرة قدم.
- 12 أغسطس – فرانسواز كمبس فيزيائية فرنسية.
- 15 أغسطس – بيرنارد لاكومب لاعب كرة قدم فرنسي.
- 23 أغسطس – غيليس لو كلارك صحفي فرنسي.

### سبتمبر
- 21 سبتمبر – دومينيكو ري
- 21 سبتمبر – علي فرقاني

### أكتوبر
- 3 أكتوبر – برنار بواسييه
- 17 أكتوبر – دان فرانك
- 24 أكتوبر – فرانسوا ديروش

### نوفمبر
- 19 نوفمبر – كريستيان سيزنك درّاج طريق فرنسي.
- 24 نوفمبر – تييري ليرميت

### ديسمبر
- 6 ديسمبر – نيكولاس بريال كاتب فرنسي.
- 17 ديسمبر – جان ريمون توسو درّاج طريق فرنسي.
- 24 ديسمبر – باتريك بونس متسابق دراجات نارية فرنسي.
- 25 ديسمبر – ديزيرلاس مغنية فرنسية.

## وفيات

### يناير
- 25 يناير – فرانسوا غانيبان (مواليد 1866) عالم نبات فرنسي.

### فبراير
- 3 فبراير – إميل برييه (مواليد 1876) مؤرخ فرنسي.

### مارس
- 19 مارس – روبرت جورين (مواليد 1876) صحفي فرنسي.

### أبريل
- 2 أبريل – بيرنار ليو (مواليد 1897) عالم فلك فرنسي.

### يوليو
- 6 يوليو – ماريز باستي (مواليد 1898) طيارة فرنسية.

### أغسطس
- 8 أغسطس – أندريه كورتيس (مواليد 1882) كاتبة فرنسية.

### نوفمبر
- 16 نوفمبر – شارل موراس (مواليد 1868) مؤلف وشاعر فرنسي.
- 18 نوفمبر – بول إيلوار (مواليد 1895) شاعر فرنسي.

### ديسمبر
- 28 ديسمبر – ألكسندرين من مكلنبورغ-شفيرين (مواليد 1879)